# Allee 1 (Detmold)
Das klassizistische Wohnhaus in der Allee ist ein denkmalgeschützter Profanbau in Detmold im Kreis Lippe (Nordrhein-Westfalen).

## Geschichte

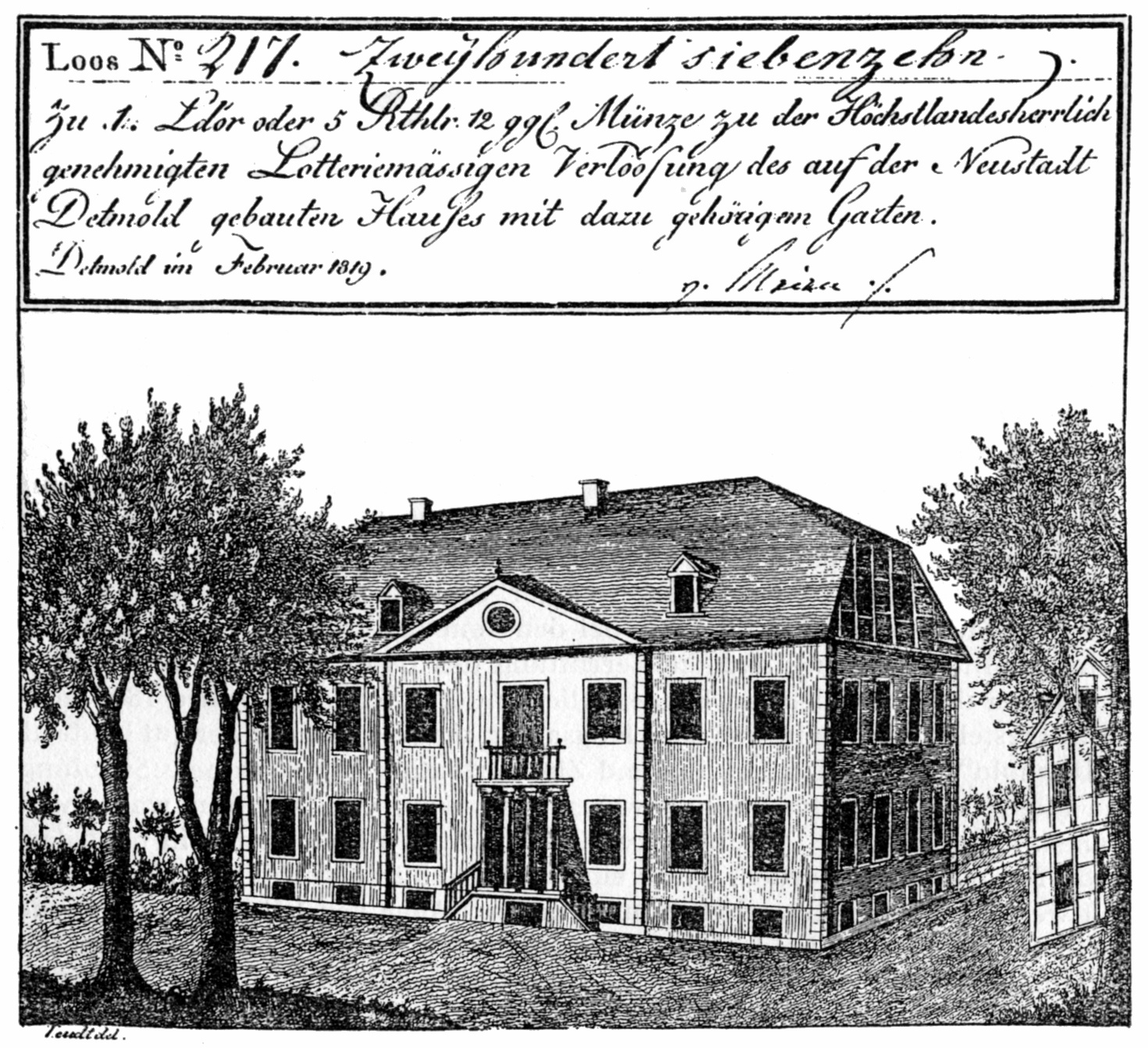
Das Los von 1819

Im Jahr 1800 stellte Fürstin Pauline nach Begutachtung des seinerzeitigen Bauhandwerks fest, „daß man nirgends langsamer, theurer und minder gut baute als in Detmold“. Diesem Zustand entgegenwirken wollte der damalige Regierungsrat Johann v. Meien. Unter seiner Aufsicht und nach einem Entwurf des Kammerrats J.C. Gerke begann im März 1818 der Bau des Hauses Allee 1 als Gegenstück zu der seit rund 100 Jahren auf der anderen Seite des Friedrichstaler Kanals bestehenden Neustadt. Anstatt wie üblich den Bauherren mit Geldern zu fördern, wurde hier ein anderer Weg der Finanzierung gewählt, um die Regierungskasse zu entlasten: Man gab 2000 Lose zu je 5 Talern aus, der Hauptgewinn war das Haus.
Das im Frühjahr 1819 fertiggestellte Gebäude gewann Bauer Noltemeyer aus Bremke, der es jedoch nicht bezog, sondern für 5500 Taler an den Rat Antze weiterverkaufte.

## Architektur
Das Gebäude ist ein unterkellerter, zweigeschossiger Putzbau mit Werksteingliederung, gedeckt von einem Krüppelwalmdach. An der Front befindet sich vor der Mittelachse eine doppelläufige Freitreppe, darauf ein toskanischer Portikus mit vier dorischen Säulen, obenauf ein Balkon. Die Tür zeigt die Jahreszahl 1818. Schmiedeeiserne Geländer an Treppe und Balkon stammen aus der Bauzeit, ebenso die kugelbesetzten Torpfeiler an der Hofeinfahrt. Die Gebäuderückseite wurde durch nachträgliche Anbauten verändert.